# Paraxenodermus borneensis
Paraxenodermus borneensis – gatunek węża z rodziny Xenodermidae; jedyny przedstawiciel rodzaju Paraxenodermus. Osiąga maksymalną długość 75 cm. Znany jedynie z 18 okazów. Biologia tego zwierzęcia jest nieznana, wiadomo, że zamieszkuje lesiste biotopy. Wąż ten jest endemitem Borneo, stwierdzono go w stanach Sarawak i Sabah w malezyjskiej części wyspy oraz w prowincjach Borneo Środkowe i Borneo Zachodnie w części indonezyjskiej. Jest spotykany na wysokościach 700–1800 m n.p.m.
Gatunek opisany przez George’a Alberta Boulengera w 1899 roku pod nazwą Stoliczkaia borneensis. Nazwa rodzajowa honoruje morawskiego przyrodnika i badacza fauny Indii, Ferdinanda Stoliczkę (1838–1874).
Charakterystyczną cechą S. borneensis są poletka nieosłoniętej łuskami skóry na grzbietowej powierzchni ciała. Głowa wyraźnie oddzielona; reszta ciała wąska i spłaszczona bocznie. Barwa czerwonawa, brązowoczerwona lub szara. Wzdłuż ciała ciągną się trzy rzędy sinawych, granatowych lub czarnych plam. Tarczka dziobowa średniej wielkości, niewidoczna z góry, trójkątna. Tarczki przedczołowe duże, oddzielone od tarczek czołowych i nadocznych szeregiem drobnych łusek. Tarczka czołowa większa w wymiarze górno-dolnym niż poprzecznym. Oczy duże, z poprzecznie eliptyczną źrenicą, obrzeżone tarczką nadoczną, dwiema lub trzema tarczkami przedocznymi i piątą tarczką wargową oraz 7–8 drobnymi łuskami. Nozdrza duże.